# Poškození rostlin slunečním zářením

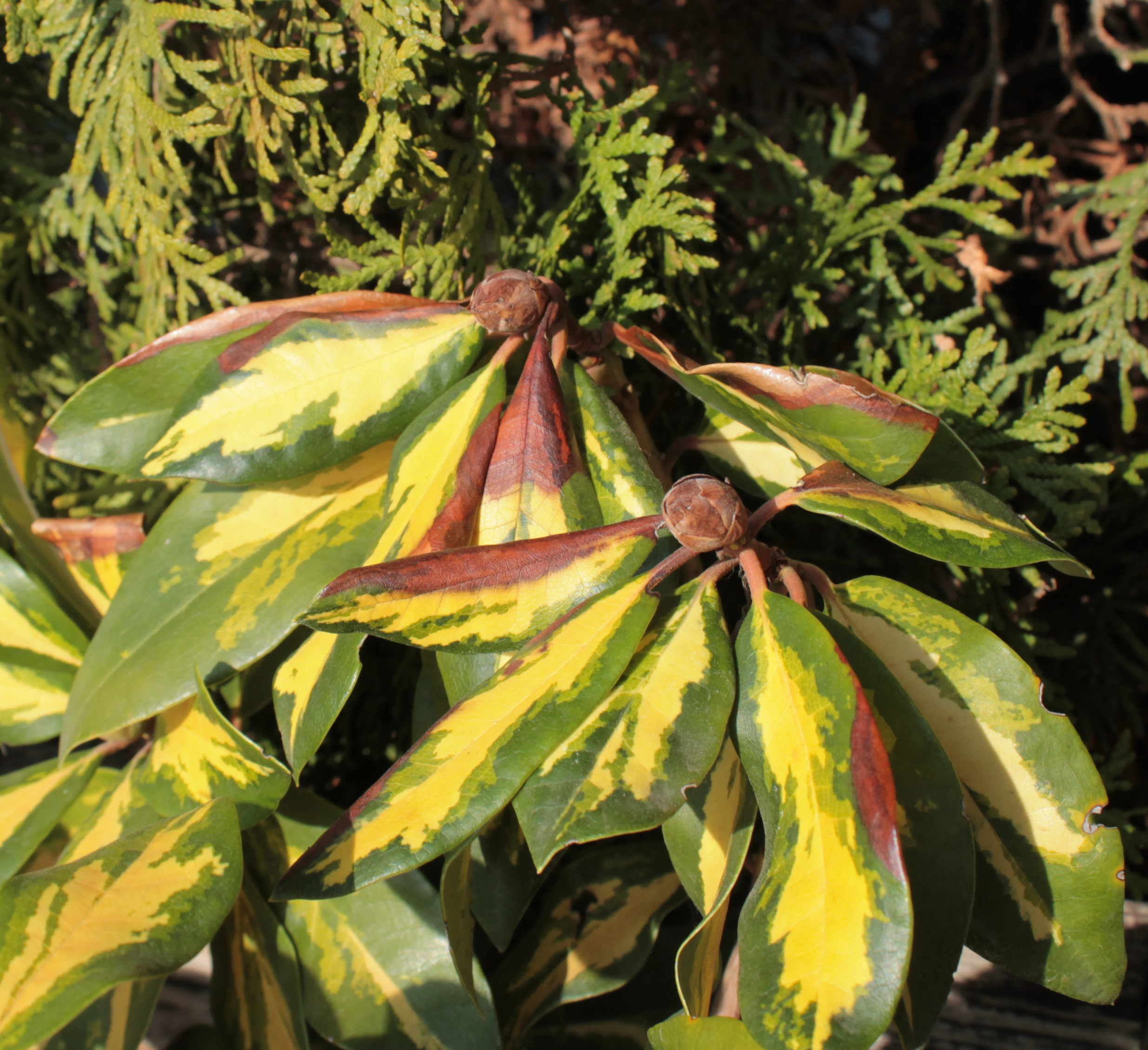
Pěnišník poškozený sluncem

Poškození slunečním zářením (fotoinhibice) je fyziologické poškození rostlin způsobené nadbytkem slunečního záření nebo působením slunečního záření na neotužilou rostlinu. K poškození rostlin může dojít i nedostatkem slunečního záření.
Nedostatkem nebo nadbytkem slunečního záření mohou být poškozeny všechny druhy rostlin. Náchylnější k poškození rostlin slunečním zářením jsou stínomilné nebo pokojové rostliny. Poškození rostlin slunečním zářením je také nazýváno běžně sluneční úpal nebo úžeh.
Stav, kdy dojde k vystavení rostlin slunečnímu záření nad kritickou hranici a dochází poškozování tkání, je nazýván fotooxidační stres. Při nadbytku světla často dochází k přehřátí rostlin a následnému poškození vysokou teplotou. Stav, kdy dochází vlivem nízkého slunečního záření k změnám v tkáních rostlin, se nazývá etiolizace. Nadbytek a nedostatek světla může způsobit úhyn rostliny.

## Popis okolností poškození
Nadbytek slunečního záření lze pozorovat u stínomilných rostlin, u rostlin předpěstovaných ve sklenících po výsadbě na venkovní plochy, nebo na rostlinách, zejména stálezelených, v jarním období. Poškozovány mohou být podzemní orgány rostlin během sklizně, jsou-li vystaveny intenzivnímu slunečnímu záření. Sluneční záření způsobuje škody zahřátím kůry v chladných obdobích roku a následným poškozením pletiv při namrznutí. Toto poškození je nazýváno zimní sluneční spála.
Náchylnost k poškození rostlin slunečním zářením zesiluje sucho, vítr, nízká vzdušná vlhkost, znečištění vzduchu polutanty (např. ozón), náhlé slunečné a horké počasí po předchozích deštích. Intenzivní záření zesiluje příznaky chloróz a nekróz z nedostatku draslíku, hořčíku a zinku. Obvykle je těžké odlišit poškození slunečním zářením od poškození teplem. U poškození teplem jde obvykle snadno sloupnout svrchní vrstvu buněk.
Nedostatek slunečního záření způsobený například zastíněním rostliny vede k omezení fotosyntézy. Rostlina vytváří menší listy a objevuje se dlouživý růst, internodia jsou delší, obvykle jsou i delší buňky, pletiva jsou nevyzrálá, vodnatá, rostlina je celkově oslabena a křehčí, namrzá a bývá snadno napadána patogeny. Kritický nedostatek světelného záření se projevuje vybělováním pletiv, což je nazýváno etiolizace. Některé druhy rostlin ale snáší zastínění dobře.

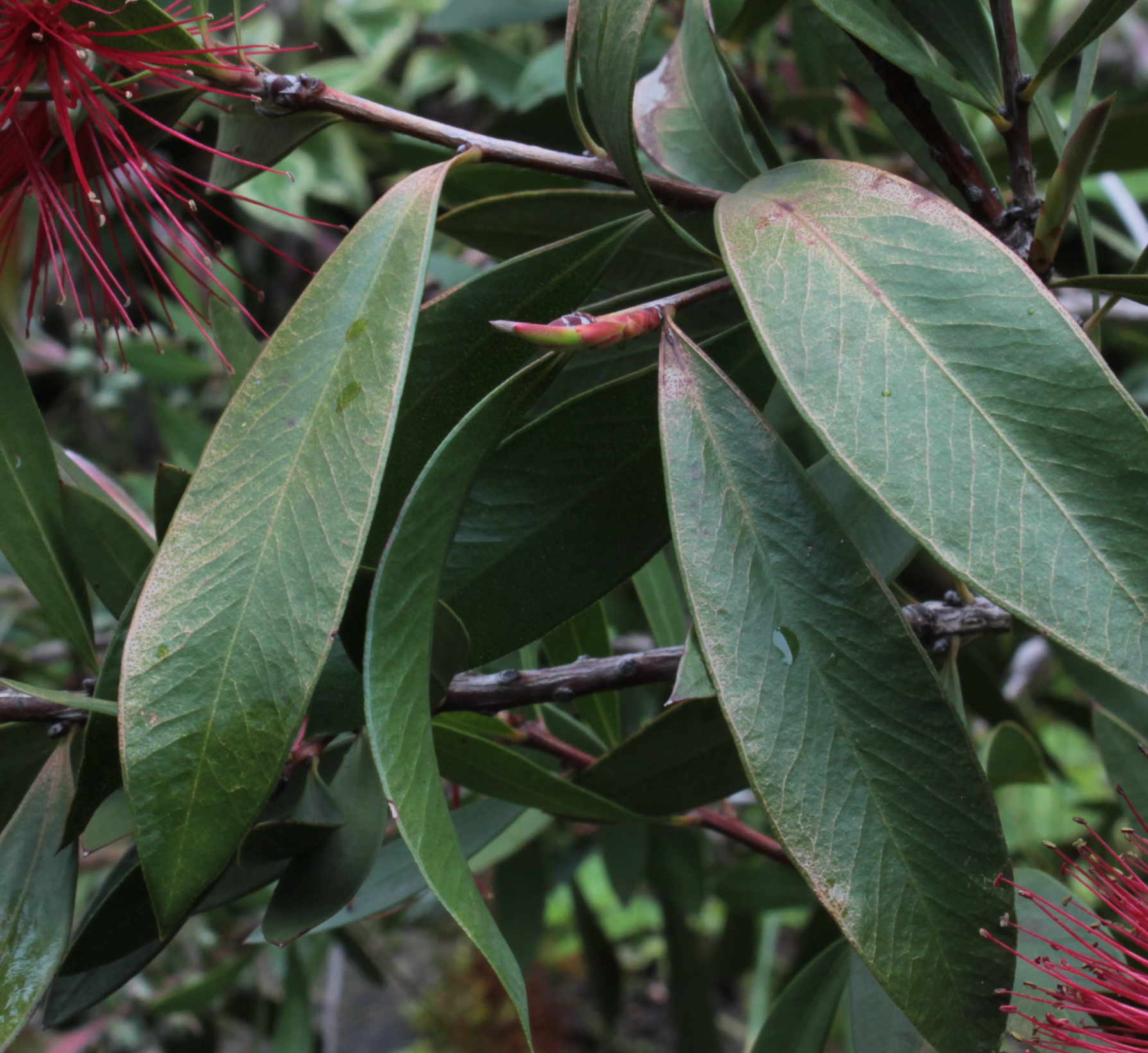
Callistemon citrinus poškozený sluncem.

### Poškození fotosyntetizujících orgánů
Při poškození rostlin slunečním zářením dochází v listech k nasycení fotosyntetického pigmentu (chlorofylu) nad hranici, kdy se poškozuje fotosyntetické orgány, takže dochází k omezení fotosyntézy (fotoinhibice). Dlouhotrvající nadbytek slunečního záření způsobí nevratné změny vlivem volných kyslíkových radikálů, které poškozují buněčné struktury (fotooxidační stres). Poškození se na vnitřních orgánech projevuje rozpadem chlorofylu (vybělením listů) a odumřením buněk v poškozené tkáni. Citlivé na poškození jsou hrušně.
Krátkodobý nadbytek slunečního záření způsobuje vratný proces, který je pozorován i během běžných dní, především v poledne. Způsobuje u hospodářských plodin pokles tvorby biomasy až o 10 %.

### Poškození plodů
Plody rostlin jsou v případě intenzivního záření o několik stupňů teplejší než okolní vzduch. Popálené plochy plodů vypadají jako vodnaté hnědnoucí skvrny. Napadená místa jsou často druhotně napadena patogeny. Nedostatek světla je běžnější u pokojových rostlin, ve volné půdě se vyskytuje jen při přehoustlém porostu.

## Symptomy
Symptomy se mohou projevit ihned po vystavení rostlin vyšším teplotám, nebo se projevují po určité době jako následek narušení fyziologických pochodů.
- změny zbarvení - vybělení, zhnědnutí, chloróza, žlutohnědé až stříbřité papírově nekrotické skvrny na listech
- hnědé skvrny na plodech
- odbarvené a vkleslé pletivo na kmenech a větvích
- deformace a místní nekrózy tkání, především tkání vystavených teplu
- retardace růstu
- pokles zásobních látek v tkáních a zásobních orgánech
- opad listů, květů, plodů
- odumírání částí nebo celé rostliny (zejména mladé semenáčky)

Příznaky poškození lze zaměnit za příznaky poškození teplem, polutanty, herbicidy.

## Ochrana rostlin

### Prevence
Některé rostliny se chrání samy mechanismy, které způsobují zmenšení oslunění listové plochy, sklonění listové plochy. Listy vytvořené během slunných dní se liší, jsou menší, ale mají vyšší fotosyntetickou kapacitu.
Proti poškození rostlin slunečním zářením lze použít zastínění choulostivých rostlin. Ve sklenících a pařeništích se používají rohože nebo nátěry skla Amaritem. Vhodné je zavlažování a postřikování okolních ploch, mlžení. Při přemístění ze zastíněných (pařeniště) na osvětlená stanoviště (venkovní plocha) je vhodné otužování rostlin.

### Opatření při výskytu
Závlaha, stínění.